# Gunnar Ruda
Gunnar Fredrik Ruda ursprungligen Boman, född 24 juni 1887 i Stockholm, död 17 november 1948 i Sorrento, Italien, var en svensk  målare, grafiker och tecknare.
Han var son till köpmannen Fredrik Boman och Augusta Johannesson och från 1934 gift med Judith Larm. Ruda borgade som målarlärling i Stockholm med avsikt att bli yrkesmålare. Hans intresse för dekorativ konst väcktes under denna tid och han bestämde sig för att ändra sitt yrkesval. Han studerade vid Tekniska skolan 1907 och vid Althins målarskola 1908 samt vid Konsthögskolan 1909–1916. Han tilldelades kanslermedaljen 1913 och akademiens studentstipendium ur Särskilda fonden 1916–1917 som han använde till studieresor i Europa. Tillsammans med Erik Dahlgren och Ivan Hoflund ställde han ut i Stockholm 1918 och tillsammans med Sven Olof Rosén i Borås 1946. Separat ställde han ut ett flertal gånger på Konstnärshuset i Stockholm och han medverkade i samlingsutställningar med Uppsalagruppen och Fria gruppen på Liljevalchs konsthall i Stockholm samt utställningar arrangerade av Sveriges allmänna konstförening och Svenska konstnärernas förening. En minnesutställning med hans konst visades på Konstnärshuset i Stockholm 1953. Ruda var medhjälpare till Einar Forseth vid dekoreringen av Gyllene salen i Stockholms stadshus 1922. För 1887 års mäns minnesbok utförde han ett 70-tal personporträtt i form av teckningar. Hans konst består av porträtt, interiörer, figurer och landskapsmålningar från stora delar av Sverige. Ruda finns representerad vid Nationalmuseum, Moderna museet, Eskilstuna konstmuseum, Västerås konstmuseum och Östersunds museum.